# Merci (Pennac)
Pour les articles homonymes, voir Merci.

Merci est un essai de l'écrivain français Daniel Pennac parue en 2004. Il s'agit d'un (long) monologue dans lequel le lauréat de nombreux prix littéraires s'emploie à remercier ses proches, ses collègues, etc. S'y emploie, mais ne rate pas une occasion de déclamer une vérité, lesquelles vérités n'échappent pas au dicton : « il n'y a que la vérité qui blesse ».